# Rosenbergia chicheryi
Rosenbergia chicheryi là một loài bọ cánh cứng trong họ Cerambycidae.